# Barnboksmässan i Bologna
Barnboksmässan i Bologna, på italienska La Fiera del Libro per Ragazzi och engelska Bologna Children's Book Fair, är världens ledande internationella bokmässa för barn- och ungdomslitteratur, samt affärsmässa för filmer och multimedia för barn. Mässan varar en knapp vecka och arrangeras varje vår i universitetsstaden Bologna i Italien. Den avhölls första gången år 1964.
Barnboksmässans arrangör delar varje år ut Bologna Ragazzi Award (BRAW). Separat från mässan tillkännager även IBBY pristagare till världens största barnbokspris, årliga Litteraturpriset till Astrid Lindgrens minne (ALMA-priset) och den biennala H.C. Andersen-medaljen.